# Італійці у Великій Британії
Італійці у Великій Британії або британські італійці (англ. Italians in the United Kingdom; British Italians) — британські громадяни або постійні жителі італійського етнічного чи національного походження. Цей термін включає італійців, які народилися у Великій Британії, хто емігрував з Італії у Велику Британію або тих, хто народився в іншому місці (наприклад, в США), і має італійське походження та мігрували до Великої Британії. Більш конкретні терміни, що використовуються для опису італійців у Великій Британії: італійські англійці, Італошотландці та Італовалійці.